# تلفزيون الصين المركزي CCTV-8
CCTV-8 هي القناة الثامنة التلفزيونية الوطنية لجمهورية الصين الشعبية. و هي قناة مسلسلات تنتمي إلى تلفزيون الصين المركزي (بالماندرين:中国中央电视台)، و هي واحدة من المؤسسات الحكومية الرسمية الصينية.
ظهرت في 1995، و هي قناة متخصصة ضمن مجموعة "CCTV" وتبث على أقمار صناعية مختلفة في جميع أنحاء العالم، 24 ساعة على 24.

## البرنامج
تبث القناة جملة من المسلسلات الصينية والإقليمية المعروفة ذات طابع درامي ورومانسي و تاريخي وغيرها.

كما تبث بعض من المسلسلات الدولية المترجمة إلى الصينية.

## مقالات ذات صلة
- تلفزيون الصين المركزي.
- مقر تلفزيون الصين المركزي.

## روابط خارجية
- الموقع الرسمي لقناة CCTV-8.